# Bundesratswahl 2022
Bei der Bundesratswahl 2022 (französisch Election du Conseil fédéral 2022, italienisch Elezione del Consiglio federale 2022) bestimmte die Vereinigte Bundesversammlung der Schweiz am 7. Dezember 2022 die Nachfolger für die auf den 31. Dezember zurücktretenden Bundesräte Ueli Maurer (SVP/ZH) und Simonetta Sommaruga (SP/BE). Gewählt wurden Albert Rösti (SVP/BE) und Elisabeth Baume-Schneider (SP/JU).

## Ausgangslage

### Ueli Maurer (SVP)

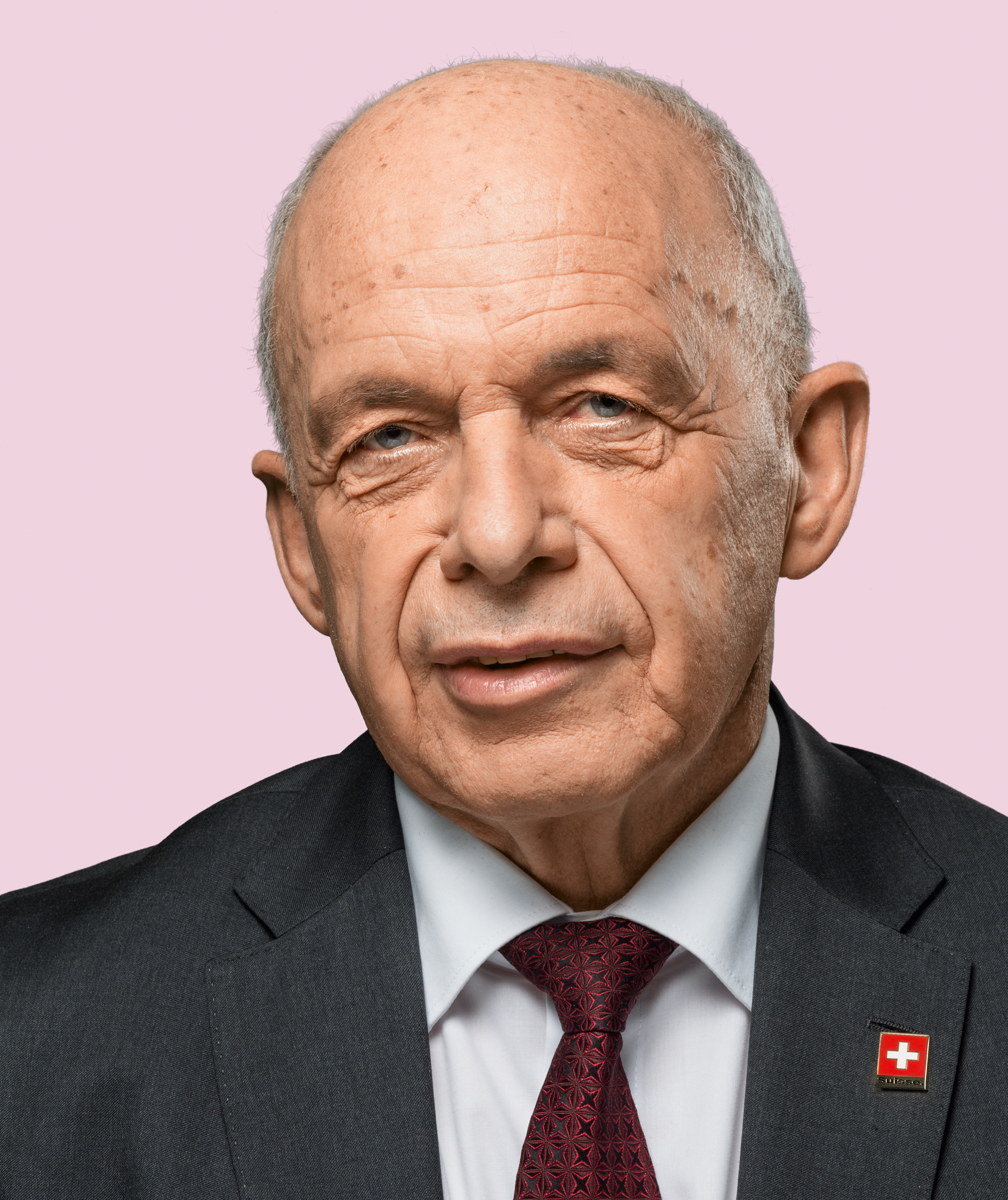
Ueli Maurer

Ueli Maurer (SVP, Kanton Zürich) war bei der Ersatzwahl am 10. Dezember 2008 als Nachfolger von Samuel Schmid (SVP/BDP) in den Bundesrat gewählt worden. Maurer stand zunächst dem Departement für Verteidigung, Bevölkerungsschutz und Sport (VBS) vor, ab 2016 dem Finanzdepartement (EFD). In den Jahren 2013 und 2019 amtierte er als Bundespräsident.
Maurer gab seinen Rücktritt am 30. September 2022 bekannt.
Kurz nach der Rücktrittsankündigung Maurers gab es in der Grünen Partei die Überlegung, eine eigene Bundesratskandidatur gegen die SVP aufzustellen. Die Fraktion der Grünen Partei entschied am 18. Oktober 2022 schliesslich, den Bundesratssitz der SVP nicht zu attackieren. Damit wurde der Anspruch der SVP auf einen Sitz im Bundesrat von keiner Partei in der Vereinigten Bundesversammlung bestritten.

### Simonetta Sommaruga (SP)

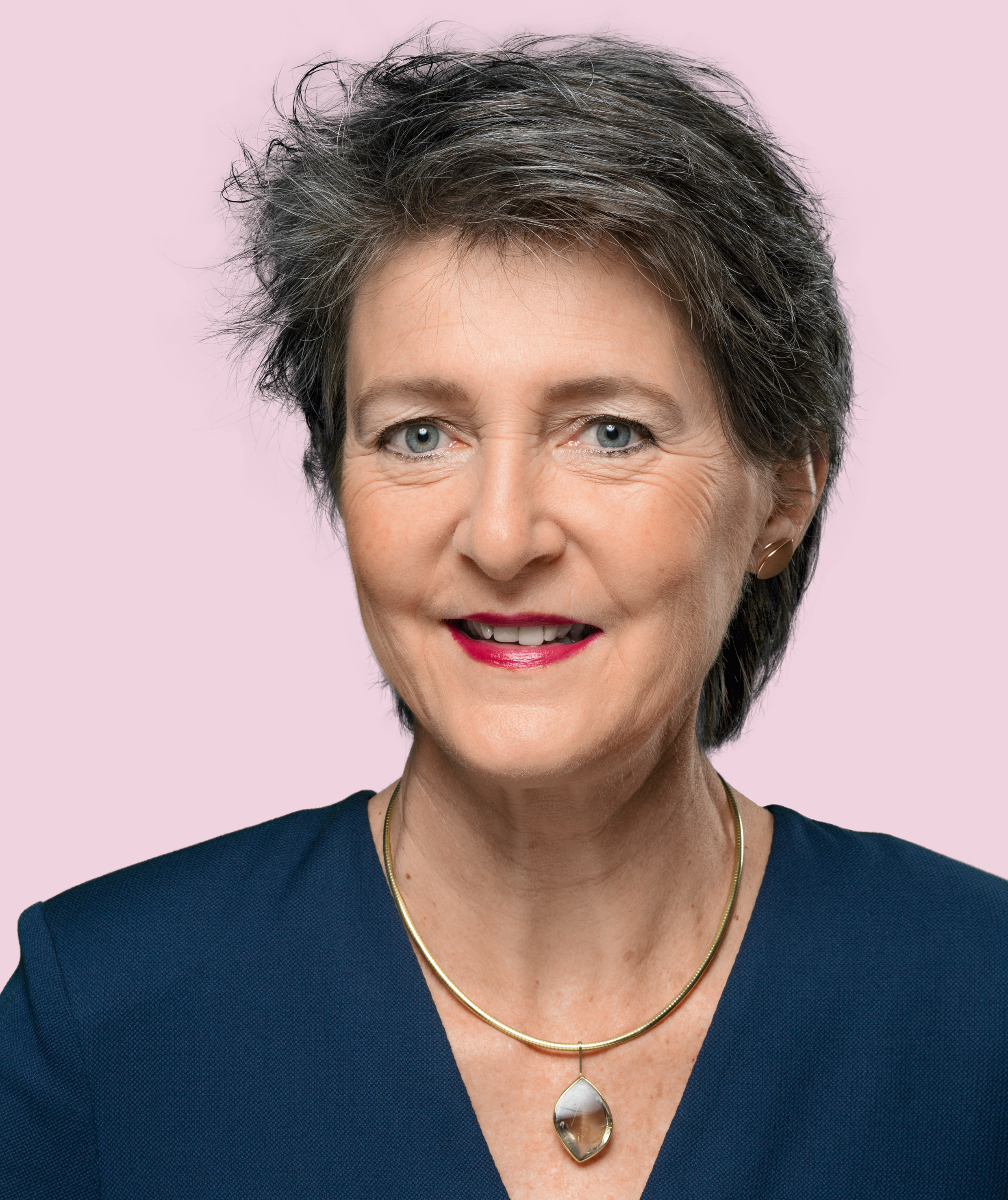
Simonetta Sommaruga

Bundesrätin Simonetta Sommaruga (SP, Kanton Bern) wurde bei der Ersatzwahl am 22. September 2010 als Nachfolgerin von Moritz Leuenberger in den Bundesrat gewählt. Zuerst stand sie dem Eidgenössischen Justiz- und Polizeidepartement (EJPD) vor, mittlerweile steht sie seit Januar 2019 dem Eidgenössischen Departement für Umwelt, Verkehr, Energie und Kommunikation (UVEK) vor. In den Jahren 2015 und 2020 amtierte sie als Bundespräsidentin.
Sommaruga gab ihren Rücktritt am 2. November 2022 bekannt. Sie tritt wie Maurer zum Ende des Jahres 2022 zurück.

## Kandidaturen

### Sitz von Ueli Maurer (SVP)

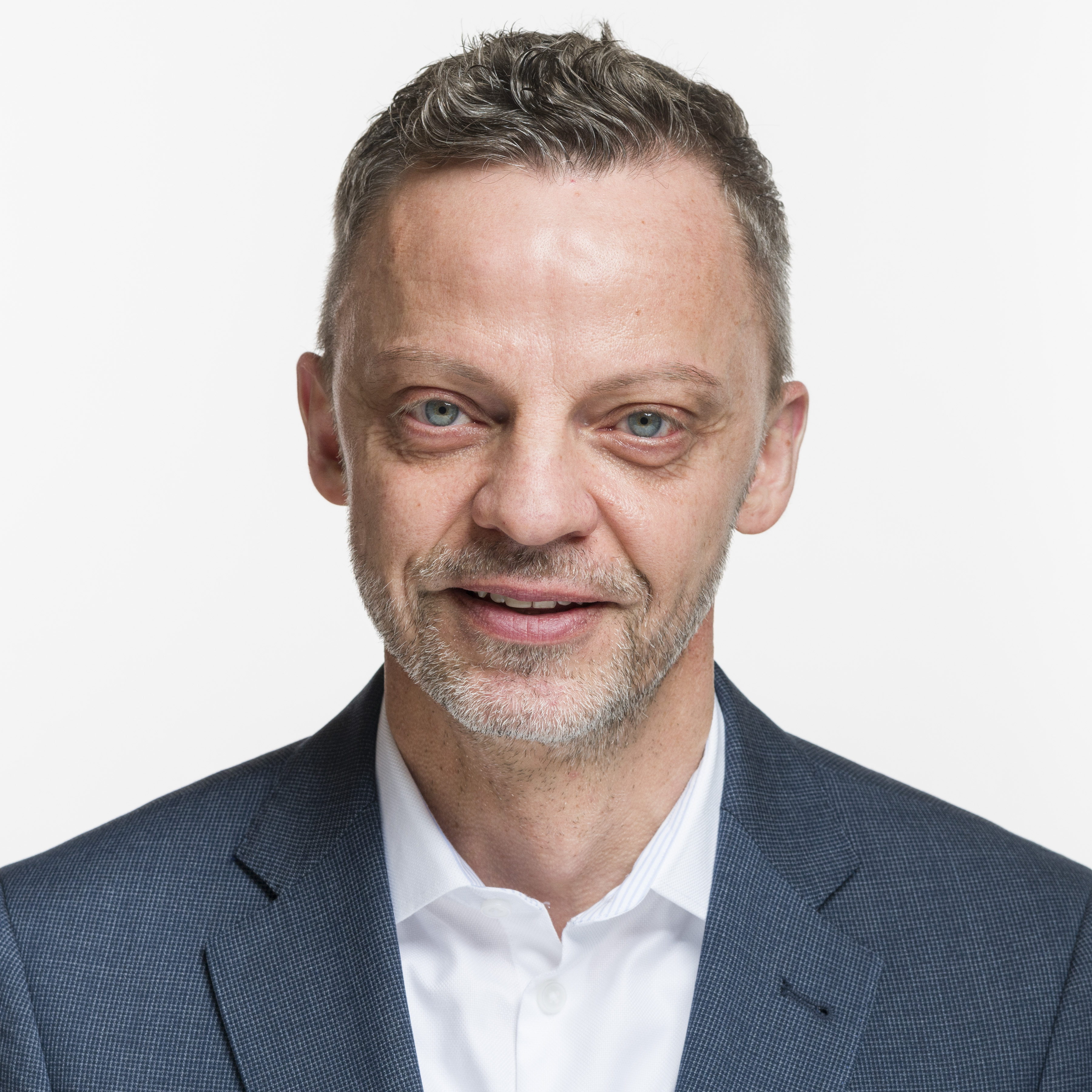
Hans-Ueli Vogt

Die SVP stellte eine Findungskommission unter dem Vorsitz des ehemaligen Fraktionspräsidenten Caspar Baader zusammen, bei der die Kantonalsektionen der SVP ihre Kandidaturen bis am 21. Oktober melden mussten.
Folgende Personen gaben ihre offizielle Kandidatur für den Bundesrat bekannt:
- Werner Salzmann, Ständerat SVP/BE am 7. Oktober 2022
- Albert Rösti, Nationalrat SVP/BE und ehemaliger Parteipräsident der SVP am 10. Oktober 2022
- Heinz Tännler, Regierungsrat und Finanzdirektor SVP/ZG am 15. Oktober 2022
- Michèle Blöchliger, Regierungsrätin und Finanzdirektorin SVP/Nidwalden am 17. Oktober 2022
- Hans-Ueli Vogt, alt Nationalrat SVP/ZH am 19. Oktober 2022

Alle wurden von ihren Kantonalsektionen nominiert. Verschiedene als valabel betrachtete Kandidatinnen und Kandidaten erklärten, nicht für eine Bundesratskandidatur zur Verfügung zu stehen, wie beispielsweise  Magdalena Martullo-Blocher, Natalie Rickli, Gregor Rutz, Franz Grüter, Esther Friedli oder Thomas Aeschi.
In den Medien wurde Albert Rösti bereits nach dem Rücktritt Maurers als einer der Favoriten gehandelt und galt bald als Kronfavorit für die Nachfolge Maurers. Michèle Blöchligers Kandidatur löste dagegen wegen ihrer britisch-schweizerischen Doppelbürgerschaft, die sie anlässlich der Bekanntgabe ihrer Bundesratskandidatur verneinte, und einem nicht klar deklarierten nebenberuflichen Engagement bei einer Firma aus dem Gesundheitsbereich mehrfach negatives Echo in den Medien aus.
Am 11. November 2022 empfahl die Findungskommission dem Fraktionsvorstand der SVP-Fraktion einen Zweier-Wahlvorschlag für die Bundesratsersatzwahl, ohne dabei eine namentliche Empfehlung abzugeben. An ihrer Sitzung vom 18. November 2022 in Hérémence beschloss die SVP-Fraktion, der Bundesversammlung Albert Rösti und Hans-Ueli Vogt zur Wahl in den Bundesrat vorzuschlagen.

### Sitz von Simonetta Sommaruga (SP)

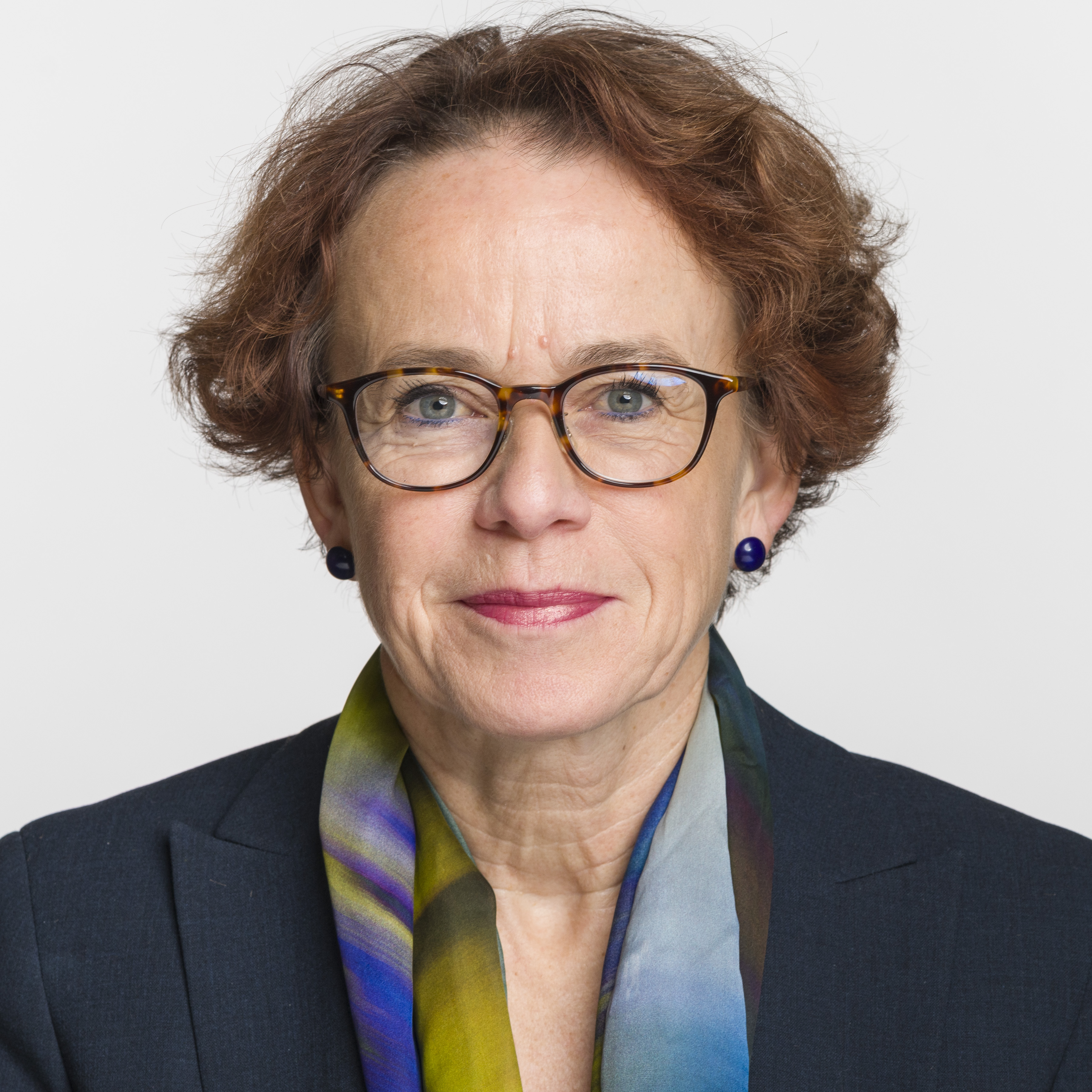
Eva Herzog

Auch die SP stellte mit Blick auf die Nachfolge von Simonetta Sommaruga eine Findungskommission zusammen. Diese setzte sich aus der ehemaligen Genfer Ständerätin Liliane Maury Pasquier (Kommissionspräsidentin), der ehemaligen Berner Regierungsrätin Barbara Egger-Jenzer, der ehemaligen Luzerner Regierungsrätin Yvonne Schärli-Gerig und dem ehemaligen Aargauer Regierungsrat Urs Hofmann zusammen. Kandidaturen konnten bis zum 21. November 2022 zuhanden der Findungskommission eingereicht werden.
Folgende Personen gaben ihre offizielle Kandidatur für den Bundesrat bekannt:
- Daniel Jositsch, Ständerat SP/ZH am 8. November 2022[13]
- Evi Allemann, Regierungsrätin und frühere Nationalrätin SP/BE am 9. November 2022[14]
- Eva Herzog, Ständerätin und frühere Regierungsrätin SP/BS am 10. November 2022[15]
- Elisabeth Baume-Schneider, Ständerätin und frühere Regierungsrätin SP/JU am 11. November 2022[16]

Verschiedene als valabel betrachtete Kandidatinnen erklärten, nicht für eine Bundesratskandidatur zur Verfügung zu stehen, wie beispielsweise Flavia Wasserfallen, Rebecca Ruiz, Nuria Gorrite, Pascale Bruderer, Priska Seiler Graf, Jacqueline Fehr, Marina Carobbio Guscetti, Nadine Masshardt, Mattea Meyer, Barbara Gysi und Edith Graf-Litscher.
Die SP-Fraktion folgte am 18. November 2022 einem Antrag des Partei- und Fraktionspräsidiums und beschloss, der Bundesversammlung zwei Frauen für die Nachfolge Sommarugas vorzuschlagen. Danach erklärte Daniel Jositsch, er akzeptiere den Entscheid der Fraktion und stehe als Sprengkandidat nicht zur Verfügung.
Am 26. November 2022 beschloss die SP-Fraktion, der Bundesversammlung Eva Herzog und Elisabeth Baume-Schneider zur Wahl in den Bundesrat vorzuschlagen.

## Wahl
245 Mitglieder des Nationalrats der 51. Legislaturperiode und des Ständesrates nahmen an der Sitzung teil.

### Nachfolge von Ueli Maurer
| Kandidaten              | Kandidaten              | 1. Wahlgang |
| ----------------------- | ----------------------- | ----------- |
| Albert Rösti            | Albert Rösti            | 131         |
| Hans-Ueli Vogt          | Hans-Ueli Vogt          | 98          |
| Andere                  | Andere                  | 14          |
| Ausgeteilte Wahlzettel  | Ausgeteilte Wahlzettel  | 245         |
| Eingegangene Wahlzettel | Eingegangene Wahlzettel | 245         |
| Leere Wahlzettel        | Leere Wahlzettel        | 2           |
| Ungültige Wahlzettel    | Ungültige Wahlzettel    | 0           |
| Gültige Wahlzettel      | Gültige Wahlzettel      | 243         |
| Absolutes Mehr          | Absolutes Mehr          | 122         |

### Nachfolge von Simonetta Sommaruga
| Kandidaten                | Kandidaten                | 1. Wahlgang | 2. Wahlgang | 3. Wahlgang |
| ------------------------- | ------------------------- | ----------- | ----------- | ----------- |
| Elisabeth Baume-Schneider | Elisabeth Baume-Schneider | 96          | 112         | 123         |
| Eva Herzog                | Eva Herzog                | 83          | 105         | 116         |
| Daniel Jositsch           | Daniel Jositsch           | 58          | 28          | 6           |
| Andere                    | Andere                    | 6           | 0           | 0           |
| Ausgeteilte Wahlzettel    | Ausgeteilte Wahlzettel    | 245         | 245         | 245         |
| Eingegangene Wahlzettel   | Eingegangene Wahlzettel   | 243         | 245         | 245         |
| Leere Wahlzettel          | Leere Wahlzettel          | 0           | 0           | 0           |
| Ungültige Wahlzettel      | Ungültige Wahlzettel      | 0           | 0           | 0           |
| Gültige Wahlzettel        | Gültige Wahlzettel        | 243         | 245         | 245         |
| Absolutes Mehr            | Absolutes Mehr            | 122         | 123         | 123         |

## Departementsverteilung
Die Zuteilung der sieben Eidgenössischen Departemente erfolgte nach der Wahl gemäss dem Anciennitätsprinzip. Am 8. Dezember 2022 teilte der Bundesrat mit, dass Rösti ab dem 1. Januar 2023 dem Eidgenössischem Departement für Umwelt, Verkehr, Energie und Kommunikation (UVEK) und Baume-Schneider dem Eidgenössischem Justiz- und Polizeidepartement (EJPD) vorstehen werden. Karin Keller-Sutter, bisherige Vorsteherin des EJPD, wird ab dem 1. Januar 2023 neu dem Eidgenössischem Finanzdepartement vorstehen. Sämtliche anderen Mitglieder des Bundesrates behalten ihr Departement.